# Calmar Tidning
Calmar Tidning, senare med titeln Calmar Stads Tidning, var en dagstidning utgiven i Kalmar 1817-1837.

## Calmar tidning 1817-1834
Tidningen kom ut 2 dagar i veckan 1817 till 1833 samt  3 maj till 3 september 1834. Tryckeri  för tidningen var  Carl Fredrik  Bergs tryckeri. Endast typsnittet fraktur användes. Tidningsformat var kvarto. Priset för tidningen var 2 riksdaler banko 1818—24 och 1827—33 samt 2 riksdaler 12 skilling banko 1825, 1 riksdaler 16 skilling 1826.
Utgivningsbevis för Calmar Tidning utfärdades för boktryckaren Carl Fredrik Berg 1816.Han skriver i sista numret 1833  att tidningen ska upphöra, men sedan han 15 april 1834 erhållit ett nytt utgivningsbevis  började tidningen ges ut igen till den 3 september 1834. 1824 års anmälan av tidningen är undertecknad av C. F. Berg och J. Lagerquist. Tidningen fortsattes som Calmar Stads Tidning.

## Calmar Stads Tidning 1835—1837
Tidningen trycktes. hos P. L. Werlander med fraktur och antikva.
Tidningen gavs ut 2 dagar i veckan onsdag och lördag med 4 sidor per nummer. Tidningsformatet var kvarto med 2  spalter. Tidningens pris var 1 riksdaler 16 skilling banko.1835,och sedan 2 riksdaler 16 skilling. banko 1836 och 1837.
Utgivningsbevis för tidningen utfärdades för bokbindaren P. L. Werlander 24 april 1835,  som inköpt C. F. Bergs tryckeri och under ändrad titel fortsatte Calmar Tidning. Han anmälde 1838 att han ämnade fortsätta ge ut tidningen men det förverkligades inte.